# NGC 6697
NGC 6697 é uma galáxia elíptica (E) localizada na direcção da constelação de Hercules. Possui uma declinação de +25° 30' 46" e uma ascensão recta de 18 horas, 45 minutos e 14,9 segundos.
A galáxia NGC 6697 foi descoberta em 2 de Julho de 1864 por Albert Marth.